# Раззаков, Фёдор Ибатович
Фёдор Ибатович Раззаков (род. 7 февраля 1962, Москва, СССР) — российский писатель, биограф и журналист. Известен как автор книг о советском и российском кино, телевидении, эстраде, спорте, а также преступности.

## Биография
Родился 7 февраля 1962 года в Москве. Отец — Раззаков Ибат (1936—2001) — узбек, уроженец кишлака Денау Бухарской области Шафирканского района, мать — Раззакова (Туктарова) Нажия (1935—2011) — татарка, уроженка села Петряксы Горьковской области Пильнинского района, в семье было трое братьев, Фёдор — старший.
Учился в 325-й средней школе, в Гороховском переулке. После службы в армии (1981—1983) окончил Московский областной педагогический институт имени Крупской (МОПИ), исторический факультет (вечернее отделение). В 1992 году ушёл в частное охранное дело (входил в штат газеты «Коммерсантъ»). В августе 1994 года на средства, занятые у однокурсника-предпринимателя, опубликовал свою первую книгу — «Жизнь и смерть Владимира Высоцкого».
В 1996—2000 годах был журналистом по уголовной тематике в газете «Я телохранитель». Тогда же выпустил четырёхтомник — «Бандиты эпохи социализма», «Бандиты эпохи капитализма», «Бандиты Запада» и «Век террора». В январе 1997 года первые два тома вышли в лидеры Москвы по результатам опроса газеты «Книжное обозрение». В 1998—1999 годах издал многотомник (8 томов) с биографиями знаменитых деятелей СССР — актёров театра, кино, эстрады, спортсменов, писателей, телеведущих под названием «Досье на звёзд». В 2004 году Раззаков выпустил двухтомную книгу «Жизнь замечательных времён», где сделал попытку написать хронологию 1970-х годов в Советском Союзе.
В 2016 году Раззаков вернулся к этому проекту — совместно с Институтом системно-стратегического анализа (ИСАН) под руководством А. И. Фурсова начал издавать подробную хронику 1960-х годов «Жизнь замечательных времён. Шестидесятые». Описание каждого года составляет 2—3 тома.
С телевидением Раззаков сотрудничает с 2000 года — это началось с документальных фильмов о преступности на основе книги «Бандиты эпохи социализма». В 2003 году писатель впервые появился на экранах российского ТВ — на канале ТНТ, в передаче, посвящённой сериалу «Бригада». С тех пор он принимал участие в записи десятков передач на разных каналах (Первый, «Россия», ТВЦ, НТВ, «Культура», «Звезда», РЕН-ТВ, ДТВ и других), регулярно снимается в документальных фильмах в качестве эксперта. В 2005 году на канале ДТВ была экранизирована книга Раззакова «Как уходили кумиры» (в эфир вышло более 200 выпусков). С лета 2006 года сотрудничает с газетой «Советская Россия», где был награждён премией «Слово к народу». Его первая статья там была посвящена памяти американского певца Дина Рида. Также им подготовлены биографии Владимира Высоцкого, Аллы Пугачёвой, Андрея Миронова, Никиты Михалкова, Леонида Филатова, Шарафа Рашидова, Андрея Макаревича, Кристины Орбакайте, Максима Галкина, Олега Ефремова, Валерия Харламова, Владислава Третьяка, Анатолия Тарасова, Константина Бескова.
Раззаков написал несколько скандально-критических статей о деятелях советского и российского искусства, — многие из них впоследствии вошли в книгу «Почему не гаснут советские „звёзды“», — с просоветской позиции. Например, в статье про Андрея Макаревича — «Макар и его телята, или Неюбилейный Макаревич», опубликованной в газете «Советская Россия», проводится мысль, что «Макар» (Макаревич) вёл своих «телят» (последователей) совсем не туда, куда пастырю следовало бы вести своих овец, то есть не к державным идеалам. Автор ставит в упрёк барду принадлежность его семьи к советской элите и обладание благами и вещами, недоступными большинству советских людей. Раззаков зачастую критикует кумиров миллионов — будь то Макаревич, Алла Пугачёва и других.
В ноябре 2017 года Фёдор Раззаков был приглашён правительством Узбекистана на торжества по случаю 100-летнего юбилея бывшего руководителя Узбекской ССР Ш. Р. Рашидова. Данные мероприятия проходили в Ташкенте (там Раззаков выступил в Академии наук Узбекистана и в Союзе писателей Узбекистана, в составе российской делегации посетил Чагатайское кладбище, где похоронен Ш. Р. Рашидов) и Джизаке (Раззаков присутствовал на открытии памятника Ш. Р. Рашидову). Всё это стало возможным благодаря тому, что ещё в 2009 году свет увидела биография Ш. Р. Рашидова, написанная Раззаковым. В ней впервые была дана альтернативная оценка «узбекскому делу». В конце октября 2019 года Фёдор Раззаков в очередной раз посетил Узбекистан, где участвовал в мероприятиях в связи с выходом в России своей новой книги — документально-художественного романа «Спасти Рашидова!». В Ташкенте, в Выставочном зале Академии художеств, состоялась пресс-конференция Раззакова, в которой приняли участие общественные деятели Узбекистана, близко знавшие Ш. Р. Рашидова, а также деятели культуры, журналисты и другие. На узбекском телеканале «История Узбекистана» вышла передача с участием Раззакова, где он представил свою новую книгу и рассказал о работе над ней. В Джизаке, на родине Ш. Р. Рашидова, Раззаков встретился с общественностью города и молодёжью, где ответил на многочисленные вопросы.
В конце июня 2021 года Раззаков был приглашён Фондом Ш. Р. Рашидова на Первую международную конференцию, посвящённую жизни и деятельности Ш. Р. Рашидова. В ней участвовали учёные и общественные деятели из разных стран (Узбекистан, Россия, Азербайджан, Казахстан, США, Канада и др.). На этом мероприятии Раззаков выступил с докладом «Дипломат, устремлённый в будущее», который был посвящён международной деятельности Рашидова. Также Раззаков провёл в Ташкенте встречу с читателями и представителями узбекистанских СМИ в связи с выходом в Узбекистане в 2020 году своей книги «Шараф Рашидов: жизнь и судьба», выпущенной на русском и узбекском языках в издательстве «Узбекистон».

## Награды
В июле 2021 года Раззаков был награждён нагрудным знаком «Дружба народов», учреждённым Правительством Узбекистана.
В 2023 году Раззаков был награждён премией имени Фёдора Конюхова (номинация — «Слово»), учреждённой Фондом «Возрождение Тобольска». Награждение проходило в городе Тобольске 14 октября 2023 года.

## Критика
Концепции Раззакова, разработанные при написании биографий знаменитых людей, многими другими исследователями воспринимаются критически. Некоторые авторы негативных отзывов называют их «анти-ЖЗЛ». Кроме того, среди них возник целый термин — «раззаковщина», как пример предвзятого подхода к творчеству всеобщего кумира. Раззакова  называют любителем «жареных» фактов, слухов и сплетен. Он сам не гнушается пользоваться даже такими источниками, в которых то или иное упоминаемое событие подаётся тенденциозно. В работах автора главный упор делается на сенсационной подаче материала, например по «Узбекскому делу».
Большой резонанс вызвала вышедшая в 2013 году книга Раззакова, написанная им в соавторстве с бывшим сотрудником КГБ СССР Михаилом Крыжановским — «Владимир Высоцкий — суперагент КГБ». Сын барда Никита подал иск в Хорошёвский суд Москвы с требованием запретить продажу книги как порочащей честь и достоинство его отца. Суд удовлетворил иск, запретив к продаже как эту книгу Раззакова, так и другую — «Другой Владимир Высоцкий: Тёмная сторона биографии великого барда» (2011). Книгу резко раскритиковал также очевидец и участник описываемых в ней событий Константин Мустафиди.

## Основные работы
- 1994—1999
- Жизнь и смерть Владимира Высоцкого. — М.: Альтекс, 1994.
- Бандиты эпохи социализма: 1917—1991. — М.: Эксмо, 1997.
- Бандиты эпохи капитализма: 1992—1995. — М.: Эксмо, 1997.
- Бандиты Запада. — М.: Эксмо, 1997.
- Век террора. — М.: Эксмо, 1997.
- Досье на звёзд: 1934—1961. — М.: Эксмо, 1998.
- Досье на звёзд: 1962—1980. — М.: Эксмо, 1998.
- Досье на звёзд: Кумиры всех поколений. — М.: Эксмо, 1998.
- Досье на звёзд: Кумиры шоу-бизнеса. — М.: Эксмо, 1999.
- Досье на звёзд: Их любят, о них говорят. — М.: Эксмо, 1999.
- Наши любимые фильмы. — М.: Эксмо, 1999.
- Тайны телевидения. — М.: Эксмо, 1999.
- 2000 — 2009
- Любовные истории Голливуда. — М.: Эксмо, 2000.
- Популярная энциклопедия звёзд: На пике славы и скандала. — М.: Эксмо, 2000.
- Звёздные пары: Супруги, любовники, любовницы. — М.: Эксмо, 2000.
- Звёзды и криминал. — М.: Эксмо, 2000.
- Секс-символы 1930—1940-х. — М.: Эксмо, 2000.
- Секс-символы 1970—1980-х. — М.: Эксмо, 2000.
- Убить футболиста: повесть. — М.: Вагриус, 2000.
- Владимир Высоцкий: По лезвию бритвы. — М.: Эксмо, 2004.
- Андрей Миронов: баловень судьбы. — М.: Эксмо, 2004.
- Жизнь замечательных времён. 1970—1974. — М.: Эксмо, 2004.
- Жизнь замечательных времён. 1975—1979. — М.: Эксмо, 2004.
- За кулисами шоу-бизнеса. — М.: АСТ, Астрель, 2004.
- Никита Михалков: Чужой среди своих. — М.: Эксмо, 2005.
- Алла Пугачёва: По ступеням славы. — М.: Яуза, 2005.
- Звёздные трагедии. — М.: Эксмо, 2005.
- Интимная жизнь российских идолов: в 2 т. — Т. 1: А — М. — М.: Астрель, 2005.
- Интимная жизнь российских идолов: в 2 т. — Т. 2: Н — Я. — М.: Астрель, 2005.
- Наше любимое кино. — Т. 1. — М.: Алгоритм, 2005.
- Наше любимое кино. — Т. 2. — М.: Алгоритм, 2005.
- Владимир Высоцкий: «Я, конечно, вернусь…» — М.: Эксмо, 2005.
- Дин Рид: Трагедия красного ковбоя. — М.: Эксмо, 2006. — ISBN 5-699-17160-6.
- Как уходили кумиры. — М.: Эксмо, 2006.
- Леонид Филатов: Голгофа русского интеллигента. — М.: Эксмо, 2006.
- Наше любимое кино о… любви. — М.: Алгоритм, Эксмо, 2006.
- Наше любимое кино о… войне. — М.: Алгоритм, Эксмо, 2006.
- Чтобы люди помнили. — М.: Эксмо, 2006.
- Гибель советского кино: в 2 т. — Т. 1: Интриги и споры. 1918—1972. — М.: Эксмо, 2008.
- Гибель советского кино: в 2 т. — Т. 2: Тайны закулисной войны. 1973—1991. — М.: Эксмо, 2008.
- Скандалы советской эпохи. — М.: Эксмо, 2008.
- Гибель советского ТВ: Тайны телевидения от Сталина до Горбачёва, 1930—1991. — М.: Эксмо, 2009.
- Блеск и нищета российского ТВ: 1992—2009. — М.: Эксмо, 2009.
- Владимир Высоцкий: Козырь в тайной войне. — М.: Эксмо, 2009.
- Бандиты семидесятых: 1970—1979. — М.: Эксмо, 2009.
- Алла Пугачёва: Рождённая в СССР. 1949—1991. — М.: Эксмо, 2009.
- Алла Пугачёва: В безумном веке. 1992—2009. — М.: Эксмо, 2009.
- 2010 — 2019
- Как любят кумиры: Страсть. — М.: Эксмо, 2010.
- Как любят кумиры: Нежность. — М.: Эксмо, 2010.
- Как уходили кумиры: в 2 т. — Т. 1: Сияние негаснущих звёзд (А — М). — М.: Эксмо, 2010.
- Как уходили кумиры: в 2 т. — Т. 2: Память, согревающая сердца (Н — Я). — М.: Эксмо, 2010.
- Коррупция в Политбюро: Дело красного узбека. — М.: Алгоритм, 2009.
- Кристина Орбакайте — М.: Эксмо, 2009.
- Почему не гаснут советские «звёзды». — М.: Яуза, 2010.
- Знаменитые Скорпионы. — М.: Эксмо, 2010. (в соавторстве с П. П. Глобой)
- Знаменитые Стрельцы. — М.: Эксмо, 2010. (в соавторстве с П. П. Глобой)
- Знаменитые Козероги. — М.: Эксмо, 2011. (в соавторстве с П. П. Глобой)
- Знаменитые Водолеи. — М.: Эксмо, 2011. (в соавторстве с П. П. Глобой)
- Пугачёва против Ротару: Великие соперницы. — М.: Эксмо, 2011.
- Другой Андрей Макаревич. Тёмная сторона биографии знаменитого рок-музыканта. — М.: Алгоритм, 2011.
- Другой Аркадий Райкин: Тёмная сторона биографии знаменитого сатирика. — М.: Эксмо, 2011.
- Бригада возвращается: Триумф бандитской романтики. — М.: Эксмо, 2011.
- Другой Владимир Высоцкий. Тёмная сторона биографии знаменитого артиста. — М.: Алгоритм, 2011.
- Самый добрый клоун: Юрий Никулин и другие… — М.: Эксмо, 2011.
- За чьей спиной прячется президент? — М.: Эксмо, 2012.
- Расстрелянные звёзды: Их погасили на пике славы. — М.: Эксмо, 2012.
- Кумиры: Тайны гибели. — М.: Алгоритм, 2012.
- Дело, взорвавшее СССР. — М.: Алгоритм, 2012.
- Как обуздать еврейство?: Тайны сталинского закулисья. — М.: Алгоритм, 2012.
- Российский футбол: От трагедии до скандала. — М.: Эксмо, 2012.
- Красавицы советского кино. — М.: Эксмо, 2012.
- Красавцы советского кино. — М.: Эксмо, 2012.
- Владимир Высоцкий — суперагент КГБ (в соавторстве с М. Крыжановским). — М.: Алгоритм, 2012.
- Российский хоккей: От трагедии до скандала. — М.: Эксмо, 2012.
- София Ротару и её миллионы. — М.: Алгоритм, 2012.
- Индустрия предательства, или Кино, взорвавшее СССР. — М.: Алгоритм, 2013.
- Максим Галкин: Узник замка Грязь. Тёмные пятна нашего шоу-бизнеса. — М.: Алгоритм, 2013.
- Как обуздать еврейство?: Все тайны сталинского закулисья. — М.: Алгоритм, 2013.
- Врачебные тайны: Пороки и недуги великих. — М. : Эксмо, 2013.
- Богини советского кино. — М.: Эксмо, 2013.
- Любимые женщины Леонида Гайдая. — М.: Эксмо, 2013.
- Роковые женщины советского кино. — М.: Эксмо, 2013.
- Легенда № 17: Валерий Харламов. — М.: Алгоритм, 2013.
- Легенда № 20: Владислав Третьяк. — М.: Алгоритм, 2014.
- Анатолий Тарасов: Битвы железных тренеров. — М.: Алгоритм, 2014.
- Легенды отечественного хоккея. — М.: Эксмо, 2014.
- Непревзойдённые: Легенды фигурного катания. — М.: Эксмо, 2014.
- Алла Пугачёва: 50 мужчин Примадонны. — М.: Алгоритм, 2014.
- Советское детство. — М. : Алгоритм, 2014.
- Шакалы из Лэнгли: ИТАР-ТАСС уполномочен заявить… — М.: Алгоритм, 2014.
- Марина Влади и Высоцкий: Француженка и бард. — М. : Алгоритм, 2015.
- Вторжение в СССР: Мелодии и ритмы зарубежной эстрады. — М.: Центрполиграф, 2015.
- Ефремовы: Без ретуши. — М. : Центрполиграф, 2015.
- Бесков против Лобановского. Москва — Киев: Бескровные войны. — М. Книжный мир, 2015.
- Самые красивые пары советского кино. — М. : Эксмо, 2015.
- Футбол, который мы потеряли: Непродажные звёзды эпохи СССР. — М.: Центрполиграф, 2016.
- Пуля для Зои Фёдоровой, или КГБ снимает кино. — М.: Алгоритм, 2016.
- Бандиты эпохи Ельцина, или Россия, кровью умытая. — М.: Книжный мир, 2016.
- Виктор Тихонов: Творец «Красной машины», или КГБ играет в хоккей. — М.: Книжный мир, 2016.
- Ирина Алфёрова: Любимая женщина красавца Абдулова. — М.: Алгоритм, 2016.
- Константин Бесков: Мафия в офсайде, или КГБ играет в футбол. — М.: Книжный мир, 2016.
- Аркадий Райкин: Смехоностальгия. — М.: Алгоритм, 2016.
- Юрий Никулин: Смешное и трагическое. — М.: Алгоритм, 2016.
- Наше лучшее детство. — М.: Алгоритм, 2017.
- Жизнь замечательных времён: Шестидесятые. 1960 год. В 2 тт. — М.: Товарищество научных изданий КМК, 2017.
- Жизнь замечательных времён: Шестидесятые. 1961 год. В 2 тт. — М.: Товарищество научных изданий КМК, 2017.
- Леонид Гайдай: Любимая советская комедия. — М.: Алгоритм, Родина, 2018.
- Олег Табаков: Либеральный русский театр. — М.: Алгоритм, Родина, 2018.
- Жизнь замечательных времён: Шестидесятые. 1962 год. В 3 тт. — М.: Товарищество научных изданий КМК, 2018.
- Жизнь замечательных времён: Шестидесятые. 1963 год. В 2 тт. — М.: Товарищество научных изданий КМК, 2018.
- Спасти Рашидова!: Андропов против СССР. КГБ играет в футбол. — М.: Книжный мир, 2019.
- Жизнь замечательных времён: Шестидесятые. 1964 год. В 3 тт. — М.: Товарищество научных изданий КМК, 2019.
- 2020 — …
- Жизнь замечательных времён: Шестидесятые. 1965 год. В 3 тт. — М.: Товарищество научных изданий КМК, 2020.
- Жизнь замечательных времён: Шестидесятые. 1966 год. В 3 тт. — М.: Товарищество научных изданий КМК, 2020.
- Шароф Рашидов: Ҳаёт ва мамот / На узбекском языке. — Ташкент: Издательско-полиграфический творческий дом «O’zbekiston», 2020.
- Шараф Рашидов: Жизнь и судьба. На русском языке. — Ташкент: Издательско-полиграфический творческий дом «O’zbekiston», 2020.
- Блогер и Маргарита: Ковидная дьяволиада. — М.: Книжный мир, 2020.
- Жизнь замечательных времён: Шестидесятые. 1967 год. В 3 тт. — М.: Товарищество научных изданий КМК, 2021.
- Дело «Красного узбека». — М.: Концептуал, 2022.
- Бандиты эпохи СССР. Хроники советского криминального мира. — М.: Книжный мир, 2022.
- Бандиты эпохи Ельцина, или Россия кровью умытая (издание второе). — М.: Книжный мир, 2022.
- Жизнь замечательных времён: Шестидесятые. 1968 год. В 3 тт. — М.: Товарищество научных изданий КМК, 2022.
- КГБ играет рок. Макаревич против Цоя. — М.: Концептуал, 2023.
- Честное пионерское! Юные звёзды советского кино. 1921-1961 годы. – М.: Родина, 2024.

Список работ
- 1994—1999
- Жизнь и смерть Владимира Высоцкого. — М.: Альтекс, 1994.
- Бандиты эпохи социализма: 1917—1991. — М.: Эксмо, 1997.
- Бандиты эпохи капитализма: 1992—1995. — М.: Эксмо, 1997.
- Бандиты Запада. — М.: Эксмо, 1997.
- Век террора. — М.: Эксмо, 1997.
- Досье на звёзд: 1934—1961. — М.: Эксмо, 1998.
- Досье на звёзд: 1962—1980. — М.: Эксмо, 1998.
- Досье на звёзд: Кумиры всех поколений. — М.: Эксмо, 1998.
- Досье на звёзд: Кумиры шоу-бизнеса. — М.: Эксмо, 1999.
- Досье на звёзд: Их любят, о них говорят. — М.: Эксмо, 1999.
- Наши любимые фильмы. — М.: Эксмо, 1999.
- Тайны телевидения. — М.: Эксмо, 1999.
- 2000 — 2009
- Любовные истории Голливуда. — М.: Эксмо, 2000.
- Популярная энциклопедия звёзд: На пике славы и скандала. — М.: Эксмо, 2000.
- Звёздные пары: Супруги, любовники, любовницы. — М.: Эксмо, 2000.
- Звёзды и криминал. — М.: Эксмо, 2000.
- Секс-символы 1930—1940-х. — М.: Эксмо, 2000.
- Секс-символы 1970—1980-х. — М.: Эксмо, 2000.
- Убить футболиста: повесть. — М.: Вагриус, 2000.
- Владимир Высоцкий: По лезвию бритвы. — М.: Эксмо, 2004.
- Андрей Миронов: баловень судьбы. — М.: Эксмо, 2004.
- Жизнь замечательных времён. 1970—1974. — М.: Эксмо, 2004.
- Жизнь замечательных времён. 1975—1979. — М.: Эксмо, 2004.
- За кулисами шоу-бизнеса. — М.: АСТ, Астрель, 2004.
- Никита Михалков: Чужой среди своих. — М.: Эксмо, 2005.
- Алла Пугачёва: По ступеням славы. — М.: Яуза, 2005.
- Звёздные трагедии. — М.: Эксмо, 2005.
- Интимная жизнь российских идолов: в 2 т. — Т. 1: А — М. — М.: Астрель, 2005.
- Интимная жизнь российских идолов: в 2 т. — Т. 2: Н — Я. — М.: Астрель, 2005.
- Наше любимое кино. — Т. 1. — М.: Алгоритм, 2005.
- Наше любимое кино. — Т. 2. — М.: Алгоритм, 2005.
- Владимир Высоцкий: «Я, конечно, вернусь…» — М.: Эксмо, 2005.
- Дин Рид: Трагедия красного ковбоя. — М.: Эксмо, 2006. — ISBN 5-699-17160-6.
- Как уходили кумиры. — М.: Эксмо, 2006.
- Леонид Филатов: Голгофа русского интеллигента. — М.: Эксмо, 2006.
- Наше любимое кино о… любви. — М.: Алгоритм, Эксмо, 2006.
- Наше любимое кино о… войне. — М.: Алгоритм, Эксмо, 2006.
- Чтобы люди помнили. — М.: Эксмо, 2006.
- Гибель советского кино: в 2 т. — Т. 1: Интриги и споры. 1918—1972. — М.: Эксмо, 2008.
- Гибель советского кино: в 2 т. — Т. 2: Тайны закулисной войны. 1973—1991. — М.: Эксмо, 2008.
- Скандалы советской эпохи. — М.: Эксмо, 2008.
- Гибель советского ТВ: Тайны телевидения от Сталина до Горбачёва, 1930—1991. — М.: Эксмо, 2009.
- Блеск и нищета российского ТВ: 1992—2009. — М.: Эксмо, 2009.
- Владимир Высоцкий: Козырь в тайной войне. — М.: Эксмо, 2009.
- Бандиты семидесятых: 1970—1979. — М.: Эксмо, 2009.
- Алла Пугачёва: Рождённая в СССР. 1949—1991. — М.: Эксмо, 2009.
- Алла Пугачёва: В безумном веке. 1992—2009. — М.: Эксмо, 2009.
- 2010 — 2019
- Как любят кумиры: Страсть. — М.: Эксмо, 2010.
- Как любят кумиры: Нежность. — М.: Эксмо, 2010.
- Как уходили кумиры: в 2 т. — Т. 1: Сияние негаснущих звёзд (А — М). — М.: Эксмо, 2010.
- Как уходили кумиры: в 2 т. — Т. 2: Память, согревающая сердца (Н — Я). — М.: Эксмо, 2010.
- Коррупция в Политбюро: Дело красного узбека. — М.: Алгоритм, 2009.
- Кристина Орбакайте — М.: Эксмо, 2009.
- Почему не гаснут советские «звёзды». — М.: Яуза, 2010.
- Знаменитые Скорпионы. — М.: Эксмо, 2010. (в соавторстве с П. П. Глобой)
- Знаменитые Стрельцы. — М.: Эксмо, 2010. (в соавторстве с П. П. Глобой)
- Знаменитые Козероги. — М.: Эксмо, 2011. (в соавторстве с П. П. Глобой)
- Знаменитые Водолеи. — М.: Эксмо, 2011. (в соавторстве с П. П. Глобой)
- Пугачёва против Ротару: Великие соперницы. — М.: Эксмо, 2011.
- Другой Андрей Макаревич. Тёмная сторона биографии знаменитого рок-музыканта. — М.: Алгоритм, 2011.
- Другой Аркадий Райкин: Тёмная сторона биографии знаменитого сатирика. — М.: Эксмо, 2011.
- Бригада возвращается: Триумф бандитской романтики. — М.: Эксмо, 2011.
- Другой Владимир Высоцкий. Тёмная сторона биографии знаменитого артиста. — М.: Алгоритм, 2011.
- Самый добрый клоун: Юрий Никулин и другие… — М.: Эксмо, 2011.
- За чьей спиной прячется президент? — М.: Эксмо, 2012.
- Расстрелянные звёзды: Их погасили на пике славы. — М.: Эксмо, 2012.
- Кумиры: Тайны гибели. — М.: Алгоритм, 2012.
- Дело, взорвавшее СССР. — М.: Алгоритм, 2012.
- Как обуздать еврейство?: Тайны сталинского закулисья. — М.: Алгоритм, 2012.
- Российский футбол: От трагедии до скандала. — М.: Эксмо, 2012.
- Красавицы советского кино. — М.: Эксмо, 2012.
- Красавцы советского кино. — М.: Эксмо, 2012.
- Владимир Высоцкий — суперагент КГБ (в соавторстве с М. Крыжановским). — М.: Алгоритм, 2012.
- Российский хоккей: От трагедии до скандала. — М.: Эксмо, 2012.
- София Ротару и её миллионы. — М.: Алгоритм, 2012.
- Индустрия предательства, или Кино, взорвавшее СССР. — М.: Алгоритм, 2013.
- Максим Галкин: Узник замка Грязь. Тёмные пятна нашего шоу-бизнеса. — М.: Алгоритм, 2013.
- Как обуздать еврейство?: Все тайны сталинского закулисья. — М.: Алгоритм, 2013.
- Врачебные тайны: Пороки и недуги великих. — М. : Эксмо, 2013.
- Богини советского кино. — М.: Эксмо, 2013.
- Любимые женщины Леонида Гайдая. — М.: Эксмо, 2013.
- Роковые женщины советского кино. — М.: Эксмо, 2013.
- Легенда № 17: Валерий Харламов. — М.: Алгоритм, 2013.
- Легенда № 20: Владислав Третьяк. — М.: Алгоритм, 2014.
- Анатолий Тарасов: Битвы железных тренеров. — М.: Алгоритм, 2014.
- Легенды отечественного хоккея. — М.: Эксмо, 2014.
- Непревзойдённые: Легенды фигурного катания. — М.: Эксмо, 2014.
- Алла Пугачёва: 50 мужчин Примадонны. — М.: Алгоритм, 2014.
- Советское детство. — М. : Алгоритм, 2014.
- Шакалы из Лэнгли: ИТАР-ТАСС уполномочен заявить… — М.: Алгоритм, 2014.
- Марина Влади и Высоцкий: Француженка и бард. — М. : Алгоритм, 2015.
- Вторжение в СССР: Мелодии и ритмы зарубежной эстрады. — М.: Центрполиграф, 2015.
- Ефремовы: Без ретуши. — М. : Центрполиграф, 2015.
- Бесков против Лобановского. Москва — Киев: Бескровные войны. — М. Книжный мир, 2015.
- Самые красивые пары советского кино. — М. : Эксмо, 2015.
- Футбол, который мы потеряли: Непродажные звёзды эпохи СССР. — М.: Центрполиграф, 2016.
- Пуля для Зои Фёдоровой, или КГБ снимает кино. — М.: Алгоритм, 2016.
- Бандиты эпохи Ельцина, или Россия, кровью умытая. — М.: Книжный мир, 2016.
- Виктор Тихонов: Творец «Красной машины», или КГБ играет в хоккей. — М.: Книжный мир, 2016.
- Ирина Алфёрова: Любимая женщина красавца Абдулова. — М.: Алгоритм, 2016.
- Константин Бесков: Мафия в офсайде, или КГБ играет в футбол. — М.: Книжный мир, 2016.
- Аркадий Райкин: Смехоностальгия. — М.: Алгоритм, 2016.
- Юрий Никулин: Смешное и трагическое. — М.: Алгоритм, 2016.
- Наше лучшее детство. — М.: Алгоритм, 2017.
- Жизнь замечательных времён: Шестидесятые. 1960 год. В 2 тт. — М.: Товарищество научных изданий КМК, 2017.
- Жизнь замечательных времён: Шестидесятые. 1961 год. В 2 тт. — М.: Товарищество научных изданий КМК, 2017.
- Леонид Гайдай: Любимая советская комедия. — М.: Алгоритм, Родина, 2018.
- Олег Табаков: Либеральный русский театр. — М.: Алгоритм, Родина, 2018.
- Жизнь замечательных времён: Шестидесятые. 1962 год. В 3 тт. — М.: Товарищество научных изданий КМК, 2018.
- Жизнь замечательных времён: Шестидесятые. 1963 год. В 2 тт. — М.: Товарищество научных изданий КМК, 2018.
- Спасти Рашидова!: Андропов против СССР. КГБ играет в футбол. — М.: Книжный мир, 2019.
- Жизнь замечательных времён: Шестидесятые. 1964 год. В 3 тт. — М.: Товарищество научных изданий КМК, 2019.
- 2020 — …
- Жизнь замечательных времён: Шестидесятые. 1965 год. В 3 тт. — М.: Товарищество научных изданий КМК, 2020.
- Жизнь замечательных времён: Шестидесятые. 1966 год. В 3 тт. — М.: Товарищество научных изданий КМК, 2020.
- Шароф Рашидов: Ҳаёт ва мамот / На узбекском языке. — Ташкент: Издательско-полиграфический творческий дом «O’zbekiston», 2020.
- Шараф Рашидов: Жизнь и судьба. На русском языке. — Ташкент: Издательско-полиграфический творческий дом «O’zbekiston», 2020.
- Блогер и Маргарита: Ковидная дьяволиада. — М.: Книжный мир, 2020.
- Жизнь замечательных времён: Шестидесятые. 1967 год. В 3 тт. — М.: Товарищество научных изданий КМК, 2021.
- Дело «Красного узбека». — М.: Концептуал, 2022.
- Бандиты эпохи СССР. Хроники советского криминального мира. — М.: Книжный мир, 2022.
- Бандиты эпохи Ельцина, или Россия кровью умытая (издание второе). — М.: Книжный мир, 2022.
- Жизнь замечательных времён: Шестидесятые. 1968 год. В 3 тт. — М.: Товарищество научных изданий КМК, 2022.
- КГБ играет рок. Макаревич против Цоя. — М.: Концептуал, 2023.
- Честное пионерское! Юные звёзды советского кино. 1921-1961 годы. – М.: Родина, 2024.
- От "Глубинной "Охранки" к "Глубинному КГБ". Книга 1-я: "Глубинная "Охранка"; ИД Тион; 2025.От "Глубинной "Охранки" к "Глубинному КГБ". Книга 1-я: "Глубинная "Охранка"; ИД "Тион"; 2025.